# 郭家镇 (德惠市)
郭家镇，是中华人民共和国吉林省长春市德惠市下辖的一个乡镇级行政单位。

## 行政区划
郭家镇下辖以下地区：
永宏社区、永兴社区、镇中社区、海青村、和平村、向阳村、历家村、东岗村、郭家村、万发村、万春村、榆树村、宋家村、戈家村、六马架村、王家村、孟家村、康家村、彭家村、壕甲村、团山村和杨家村。